# Gregory Stock
Gregory Stock (1949) é um bioético estadunidense.

## Publicações selecionadas
- Full List Available on Ucla Website
- Germinal Choice Technology and the Future of Human Reproduction - BioMedicine Online (March 2005)
- ‘Redesigning Humans’: Taking Charge of Our Own Heredity[ligação inativa], review - The Lancet (April 2002)
- ‘Redesigning Humans’: Taking Charge of Our Own Heredity[ligação inativa] review - New York Times (August 25, 2002)
- EMBO Reports[ligação inativa] - EMBO (2002)
- Talking Stock[ligação inativa] - Spiked (June 25, 2002)
- Profile[ligação inativa] - Wall Street Journal (June 13, 2002)
- GENETIC ENGINEERING:Toward a New Human Species?[ligação inativa], review - Science (June 2002)
- Our shiny happy clone future[ligação inativa] - Salon.com (April 2002)
- Bio-Luddites square up to friends of Frankenstein[ligação inativa] - The Times Higher Education Supplement (May 17, 2002)
- Homo perfectus[ligação inativa] - Los Angeles Times Review of Books (Sunday, May 5, 2002)
- Visions of the future[ligação inativa] - Chicago Tribune (May 2002)
- The Remastered Race[ligação inativa] - Wired (April 2002)
- Cloning Research Commentary[ligação inativa] - Los Angeles Times (December 2, 2001)
- Human Germline Engineering:Best Hope or Worst Fear? Germline